# Raúl Curiel
Raúl Curiel García (* 6. Dezember 1995 in Ciudad Madero) ist ein mexikanischer Boxer.

## Karriere

### Amateur
Im Juniorenbereich (U19) gewann Curiel 2012 bei den Weltmeisterschaften in Jerewan die Silbermedaille im Leichtgewicht (bis 60 kg). 
Bei seiner ersten Teilnahme an einer internationalen Meisterschaft im Männerbereich errang Curiel bei den Zentralamerika- und Karibikspielen 2014 in Veracruz die Bronzemedaille im Halbweltergewicht (bis 64 kg). Im Halbfinale unterlag er dem Kubaner Yasniel Toledo mit 3:0 Punktrichterstimmen. Bei den Panamerikanischen Spielen im Jahr darauf schied er bereits im Viertelfinale gegen Joedison Teixeira, Brasilien (3:0), aus.

### World Series of Boxing
In der Saison 2013/14 bestritt Curiel seinen ersten Kampf für die Mexico Guerreros in der World Series of Boxing, welchen er gegen Lázaro Álvarez von den Cuba Domadores verlor. 
In der Saison 2015 wurde Curiel in allen sieben Kämpfen der regulären Saison eingesetzt und gewann sechs. Er belegte damit in der Rangliste seiner Gewichtsklasse in dieser Saison den zweiten Platz hinter Yasniel Toledo und qualifizierte sich damit für die Olympischen Spiele 2016. Curiel wurde auch Viertelfinale der Playoffs gegen die Azerbaijan Baku Fires eingesetzt und konnte auch hier seinen Kampf gewinnen. Die Mexico Guerreros schieden dann im Halbfinale gegen die Cuba Domadores aus, ohne das Curiel nochmal zum Einsatz kam.